# Plagiochila virido-nigra
Plagiochila virido-nigra là một loài rêu tản trong họ Plagiochilaceae. Loài này được (E.A. Hodgs.) Inoue miêu tả khoa học lần đầu tiên năm 1965.